# Берон-е-сес-анвірон
Берон-е-сес-анвірон (фр. Bairon et ses environs) — муніципалітет у Франції, у регіоні Шампань-Арденни, департамент Арденни. Берон-е-сес-анвірон утворено 1 січня 2016 року шляхом злиття муніципалітетів Лез-Алле, Ле-Шен i Луверньї. Адміністративним центром муніципалітету є Ле-Шен. Населення — 1022 особи (01.01.2021).